# Lago Tharthar
El lago-embalse de Tharthar, conocido en Irak como Buhayrat ath Tharthar (en árabe: بحيرة الثرثار‎) es un lago natural recrecido artificialmente que está situado a 120 km al norte de Bagdad, entre los ríos Tigris y Éufrates, en la Gobernación de Al Anbar. 
Es el mayor lago de Irak, ampliado con la construcción de varias presas que abastecen grandes regadíos. Tiene una extensión de 2.710 km² y una profundidad media de entre 40 y 65 m. Se calcula que contiene entre 35,18 km³ y 85,59 km³ de agua, con extraordinarias variaciones según la estación del año.
El principal objetivo del lago Thartar es recoger el exceso de agua del río Tigris durante la estación de las lluvias y devolverla a los ríos Tigris y Éufrates durante la estación seca. Para ello se construyeron varios embalses, entre ellos el embalse de Samarra en el río Tigris.
El lago es pobre en nutrientes y sus alrededores poseen una escasa vegetación, salvo algunos matorrales aislados y pequeños grupos de árboles del género Ziziphus.
Esta zona adquirió cierto renombre en 2005, debido al asalto por un combinado de tropas estadounidenses e iraquíes de un campo de entrenamiento insurgente cerca del lago, conocido como Lake Tharthar Raid ("Incursión del lago Tharthar").